# Fibroelastosi endocardica
La fibroelastosi endocardica  è una malattia rara e grave che colpisce l'endocardio in età pediatrica, intorno ai due anni di età e anche in pazienti più piccoli. Le cause non sono chiare, si considerano come possibili lo stress, infezioni in epoca prenatale o alterazione del metabolismo, non necessariamente una malattia specifica.

## Caratteristiche
La fibroelastosi è caratterizzata dall'ispessimento dell'endocardio conseguente all'aumento del tessuto connettivo ed elastico. Si associa in genere a insufficienza cardiaca, nei neonati e bambini colpiti, secondaria a cardiomiopatia dilatativa e meno spesso a cardiomiopatia restrittiva.

## Eziologia
Una recente revisione evidenzia una correlazione con almeno 31 patologie diverse: queste includono infezioni, cardiomiopatie, malattie immunologiche, malformazioni congenite e anche la folgorazione da fulmine. Si riconoscono anche due forme genetiche con espressioni diverse: una forma recessiva correlata al cromosoma X e una forma autosomica recessiva.

## Storia
La patologia, scoperta sul tavolo autoptico, non era una rarità nei reparti pediatrici nella prima metà del XX secolo. Fu denominata in diversi modi: ipertrofia idiopatica del cuore, sclerosi endocardica, ingrandimento cardiaco da causa sconosciuta, ma tutti questi cuori avevano in comune l'inspessimento dello strato endocardico. Alcuni di questi cuori presentavano anomalie congenite come la stenosi aortica e in particolare la coartazione dell'aorta.
Il termine "fibroelastosi endocardica" è stato introdotto da Weinberg e Himmelfarb nel 1943. Nel loro laboratorio notarono che l'endocardio era bianco perlato o opaco invece che sottile e trasparente, e microscopicamente mostrava una stratificazione di fibre di collagene ed elastiche. IL nuovo termine era sicuramente più descrittivo e fu rapidamente e ampiamente adottato dai medici che cominciarono ad inserirvi tutti i neonati con una dilatazione cardiaca scompensata. La fibroelastosi diventò rapidamente il nome di una malattia, e continua ad essere utilizzato tuttora, anche se molti pazienti con sintomi identici non hanno la medesima reazione endocardica.
Nel 1957 Black-Schaffer propose l'ipotesi dello stress miocardico come causa generica, ma ebbe scarso seguito. Successivamente l'ipotesi virale fu seguita con vicende alterne: li studi di Fruhling e colleghi nel 1962 erano critici, ma una serie di epidemie di infezione da virus Coxsackie portò a conclusioni diverse. Successivamente si spostò l'interesse sul virus della parotite contratto per via transplacentare, ma anche in questo caso vi furono delle ricerche che smontarono l'ipotesi, poiché l'immunizzazione progressiva di questa malattia ridusse drasticamente i nuovi casi. Solo nel 1997 si arrivò ad una stretta correlazione con il virus della parotite, successivamente allo studio genomico effettuato su parti conservate dalle autopsie degli anni sessanta
Recenti studi genetici hanno messo in relazione alcune cardiomiopatie, il cui esempio tipico è la sindrome di Barth e il gene responsabile, tafazzin.
L'ecocardiografia fetale oggi permette di fare diagnosi di malattia sin dalla 14ª settimana di gestazione e ci guida nella remissione delle alterazioni durante i trattamenti per rimuovere le cause
Il North American Pediatric Cardiomyopathy Registry fu fondato nel 2000, ma non essendovi una precisa posizione per la fibroelastosi endocardica, la si definisce come un modificatore applicabile a diverse patologie
Così, l'ultimo mezzo secolo ha visto la fibroelastosi passare da misteriosa malattia frequentemente osservata, ad una patologia rara, ma meglio inquadrata di molte altre malattie.

## Terapia
Il trattamento dipende dalle cause sottostanti, ma spesso la terapia medica non è risolutiva. Sempre in più casi si ricorre al trapianto di cuore.